# Johann Stössel
Johann Stössel (* 23. Juni 1524 in Kitzingen; † 18. März 1576 in Senftenberg) war ein evangelischer Theologe und Reformator.

## Leben
Mit 15 Jahren kam Stössel nach Wittenberg, wo er 1549 Magister wurde. Da er sich von den Philippisten fernhielt, berief ihn Herzog Johann Friedrich der Mittlere als Hofprediger nach Weimar. Hier entwickelte er sich zu einem eifrigen Gnesiolutheraner. Als solcher nahm er an der Einführung der Reformation in der Markgrafschaft Baden-Durlach teil. Schroff wie er war, wollte er dort auch die Kirchenordnung gestalten mit Anathematismen gegen alle Andersdenkenden.
Beim Wormser Religionsgespräch von 1557 und bei der Abfassung des Konfutationsbuches zeigte er sich nicht anders. Seine Haltung verteidigte er in einer besonderen Apologie. 1557 wurde er Superintendent in Heldburg. Als er seinen Herzog 1560 nach Heidelberg begleitete, bemühte er sich, Kurfürst Friedrich den Frommen in seinem Sinne zu beeinflussen. Dort disputierte er mit Pierre Bouquin über das Abendmahl. In der Folgezeit setzte bei ihm ein Gesinnungswandel ein.
Als er begann, zur Versöhnung mit anderen Richtungen zu mahnen, musste der Bruch mit den Gnesiolutheranern kommen. Matthias Flacius und Johann Wigand verklagten ihn bei Hofe, wurden aber selbst amtsenthoben. Stössel wurde 1561 anstelle von Flacius Superintendent in Jena und wurde zum Professor ernannt. Als solcher war er im Sommersemester 1563 sowie in den Wintersemestern 1565 und 1567 Rektor der Alma Mater. Aufgrund der Declaratio kamen Nikolaus Selnecker und andere nach Jena zurück, verließen jedoch bald wieder die Universität. Stössel blieb als einziger Theologe zurück. 1564 promovierte ihn Paul Eber als ersten Doktor in Jena.
1567 musste Stössel beim Regierungswechsel den Gnesiolutheranern weichen. Kurze Zeit war er Superintendent in Mühlhausen/Thüringen und dann in Pirna, stieg sogar in der Gunst Kurfürst Augusts so sehr, dass er Beichtvater des Landesherrn wurde. Dann kam aber sein rascher Sturz. Stössel trat aus unbekannten Gründen für die Dresdner Kryptocalvinisten ein, wurde beim Kurfürsten denunziert und auf die Festung gebracht, wo er nach kurzer Krankheit starb.